# На чаплях
На чаплях — колишній об'єкт природно-заповідного фонду Житомирської області, орнітологічний заказник місцевого значення.
Мав площу 4,3 га та був розміщений на території кварталу 51, виділ 8 Богданівського лісництва Бердичівського держлісгоспу (Чуднівський район, Житомирська область). Утворений 1977 року.
30 січня 2001 року Житомирська обласна рада ухвалила рішення «Про підсумки інвентаризації мережі природно-заповідного фонду місцевого значення», яким були ліквідовані три об'єкти ПЗФ місцевого значення.
Природоохоронний статус заказника був ліквідований із тим, що колонія сірої чаплі покинула територію заказника.